# جیلیان راسل
جیلیان راسل (انگلیسی: Gillian Russell؛ زادهٔ ۲۸ سپتامبر ۱۹۷۳) ورزشکار دو و میدانی اهل جامائیکا است.